# Augustin Andriamananoro
Augustin Andriamananoro (né le 14 août 1968 à Soamahamanina, Madagascar) est député du IIIe arrondissement d'Antananarivo, et vice-président de l'Assemblée nationale pour la province d'Antananarivo. Il a précédemment occupé le poste de Ministre des Ressources Halieutiques et des Pêches de juin 2018 à janvier 2019, puis une direction générale au sein de la présidence, et enfin, ministre.